# Плотников, Павел Артемьевич
Па́вел Арте́мьевич Пло́тников  (4 марта 1920, ныне Алтайский край, РСФСР — 14 декабря 2000, Москва, Россия) — советский военный лётчик, дважды Герой Советского Союза, генерал-майор авиации.

## Биография
Родился в селе Гоньба (ныне в черте города Барнаула) в семье крестьянина. Окончил неполную среднюю школу, работал слесарем, одновременно занимался в аэроклубе.
С 1938 года в рядах Красной Армии. В 1940 году закончил Новосибирскую военно-авиационную школу пилотов.
На фронтах в Великой Отечественной войне с октября 1941 года. Член КПСС с 1944 года.
Воевал на Южном, Закавказском, Воронежском, 1-м и 2-м Украинских фронтах. Служил заместителем командира эскадрильи 82-го гвардейского бомбардировочного авиационного полка и командиром эскадрильи 81-го гвардейского бомбардировочного авиационного полка 1-й гвардейской бомбардировочной авиационной дивизии 6-го гвардейского бомбардировочного авиационного корпуса.
После войны окончил Высшую офицерскую лётно-тактическую школу (1945), Военно-воздушную академию (1951), Военную академию Генштаба (1960).
В 1975 году вышел в запас в звании генерал-майора. Проживал в Москве, работал в НИИ автомобильного транспорта.
Похоронен на Ивановском кладбище (Новомосковский АО).

## Подвиги
В 1944 году в ходе освобождения Украины уничтожил хорошо охраняемую переправу через Днестр в районе города Дубоссары.
Всего в ходе Великой Отечественной войны совершил 305 боевых вылета, в которых сбил 3 самолёта противника, уничтожил 6 военных транспортов, 7 эшелонов, 3 железнодорожных моста, более 250 автомашин и другие объекты.

## Награды
- Дважды Герой Советского Союза (19 августа 1944, 27 июня 1945);
- орден Ленина;
- три ордена Красного Знамени;
- орден Александра Невского;
- два ордена Отечественной войны 1 степени;
- орден Красной Звезды;
- медали.

## Почётные звания
Заслуженный военный лётчик СССР (1966).

## Память
В Барнауле, на родине Героя, в 1953 году установлен бронзовый бюст. В Москве в 2010 году ему открыта мемориальная доска по адресу: Северное Чертаново, дом 3, корпус В.
В 2004 году школе № 97 с. Гоньба г. Барнаула присвоено имя дважды Героя Советского Союза Плотникова Павла Артемьевича. 